# Zagor (Défis fantastiques)
Pour les articles homonymes, voir Zagor.
Zagor est un personnage de fiction récurrent dans les livres-jeux de la série Défis fantastiques. Il a été créé par Steve Jackson et Ian Livingstone en 1982.

## Histoire du personnage
C'est un puissant sorcier qui occupe généralement le rôle du méchant, et est d'ailleurs l'antagoniste principal dans trois ouvrages.
Dans Le Sorcier de la Montagne de feu Zagor fait sa première apparition. Il n'y est directement nommé qu'une fois et est autrement seulement désigné par « Sorcier » ou « Sorcier de la Montagne de feu » ; en plus de cela, le lieu où se passe l'intrigue est nommé sans plus de précision « Labyrinthe de Zagor » trois autres fois lorsque le héros trouve un papier mentionnant le « Labyrinthe de Zagor » ou lorsqu'il discute avec un groupe de nains ou encore lorsqu'il rencontre un personnage désigné comme le « maître du Labyrinthe de Zagor ». Il est possible de finir le livre sans rencontrer le nom de Zagor. Bien qu'il soit le « méchant », il est plus « mystérieux » que maléfique, et le héros qui vient le combattre ne cherche qu'à s'emparer de son trésor.
Dans Retour à la Montagne de feu, Zagor a été ressuscité et est devenu un mort-vivant. Il est cette fois présenté comme véritablement maléfique.
Dans La Légende de Zagor, Zagor est de nouveau ressuscité en Amarillie, un univers parallèle à celui où se déroulaient les deux précédents (Titan).
On apprend dans La Créature venue du Chaos que Zagor avait appris la magie aux côtés de Zarradan Marr (l'antagoniste principal du livre-jeu précité) et de Balthus le Terrible, antagoniste principal de La Citadelle du Chaos.
Le personnage apparaît également dans des romans en anglais, non traduits en français à ce jour : The Zagor Chronicles, quatre romans formant un préquel au livre-jeu La Légende de Zagor, et The Trolltooth Wars, un autre roman de Steve Jackson où Zagor est le personnage central.

## Apparitions dans d'autres médias
Big Blue Bubble a publié en 2009 un action-RPG pour la Nintendo DS intitulé Fighting Fantasy: The Warlock of Firetop Mountain basé sur le titre original.
En septembre 2017, FoxYason Music Productions publia une série audio écrite par David N. Smith et dirigée par Richard Fox, avec Toby Longworth interprétant Zagor.
Un jeu de société basé sur le personnage nommé La Légende de Zagor existe également. Le personnage est également présent dans le jeu de société Le Sorcier de la Montagne de feu.